# تشوي جين هيوك
تشوي جين هيوك (الهانغل: 최진혁à ولد باسم كيم تاي هو) هو ممثل من كوريا الجنوبية ولد في موكبو في مقاطعة جولا الجنوبية في 9 فبراير 1986. اشتهر بأدواره في مسلسلات الدراما الكورية التلفزيونية متل دفتر عائلة غو سنة (2013)، ومسلسل الورثة سنة (2013)، ثنائي الطوارئ سنة (2014) ، أنسة الليل والنهار سنة (2024).

## أعمال

### مسلسلات تلفزيونية
- 2008 طفلي العزيز
- 2011-12 ابنتي الزهرة
- 2013 دفتر عائلة غو
- 2013 ومسلسل الورثة
- 2014 ثنائي الطوارئ
- 2017 كرامة الأمبراطورة.[3]
- 2018 سحر شيطاني
- 2017 النفق
- 2020 المحقق الزومبي

- 2020 روغال
- 2023 أرقام[4]
- 2024 آنسة الليل والنهار

## روابط خارجية
- تشوي جين هيوك على موقع IMDb (الإنجليزية)
- تشوي جين هيوك على موقع ألو سيني (الفرنسية)
- تشوي جين هيوك على موقع ميوزك برينز (الإنجليزية)
- تشوي جين هيوك على موقع قاعدة بيانات الفيلم (الإنجليزية)
- تشوي جين هيوك على موقع كينوبويسك (الروسية)